# Église Saint-Roch de Sornàs
L'église Saint-Roch (catalan : església de Sant Roc) est une église construite au centre du village de Sornàs (paroisse d'Ordino) en Andorre.
L'église a été construite au XVIIIe siècle, à l'époque baroque.
La nef est de plan rectangulaire sans abside visible extérieurement,. L'église possède également un clocher-mur portant un arc en plein cintre. La façade principale comportant une porte d'entrée cernée de deux fenêtres rectangulaires est orientée vers le sud-ouest.

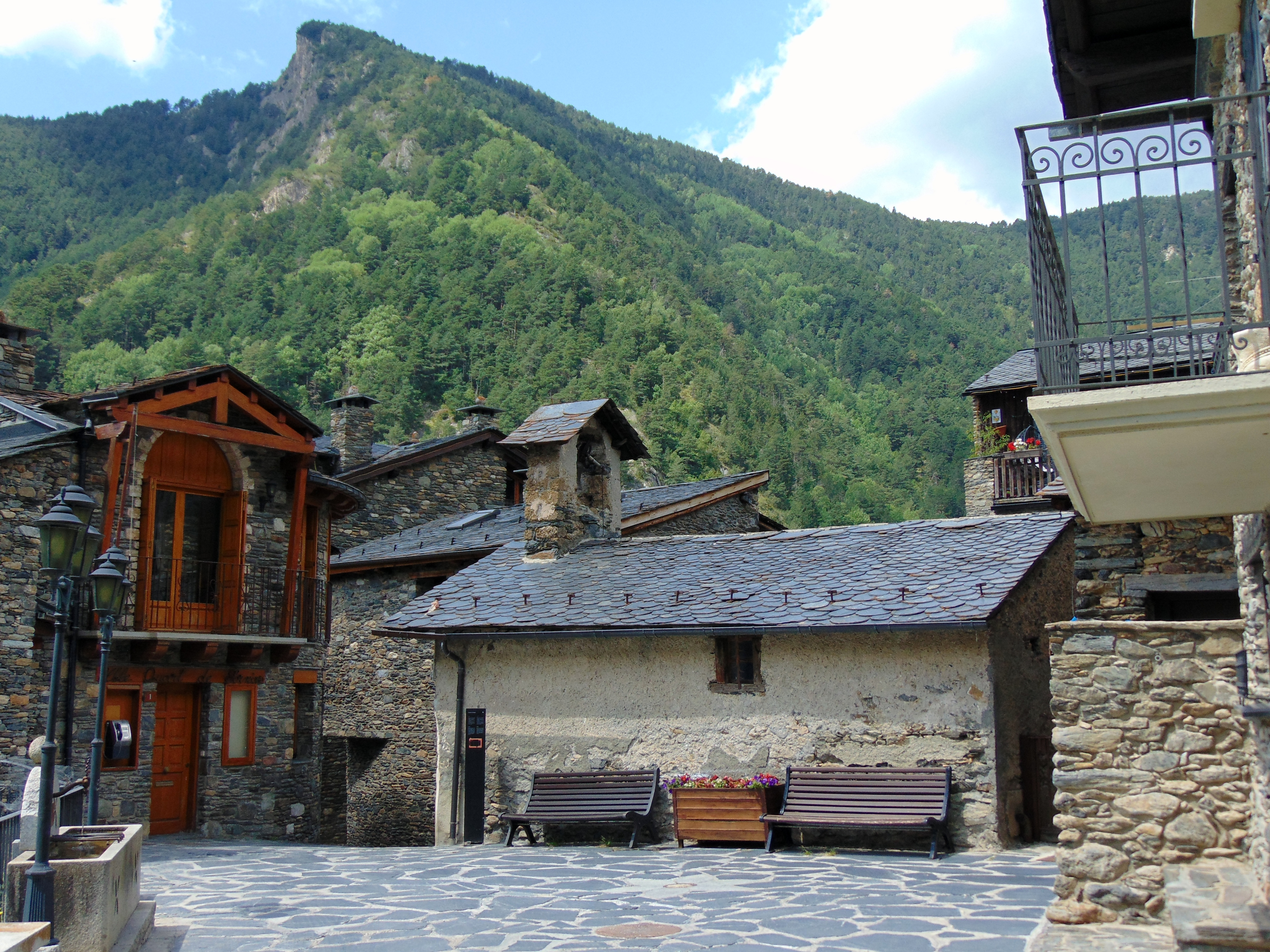
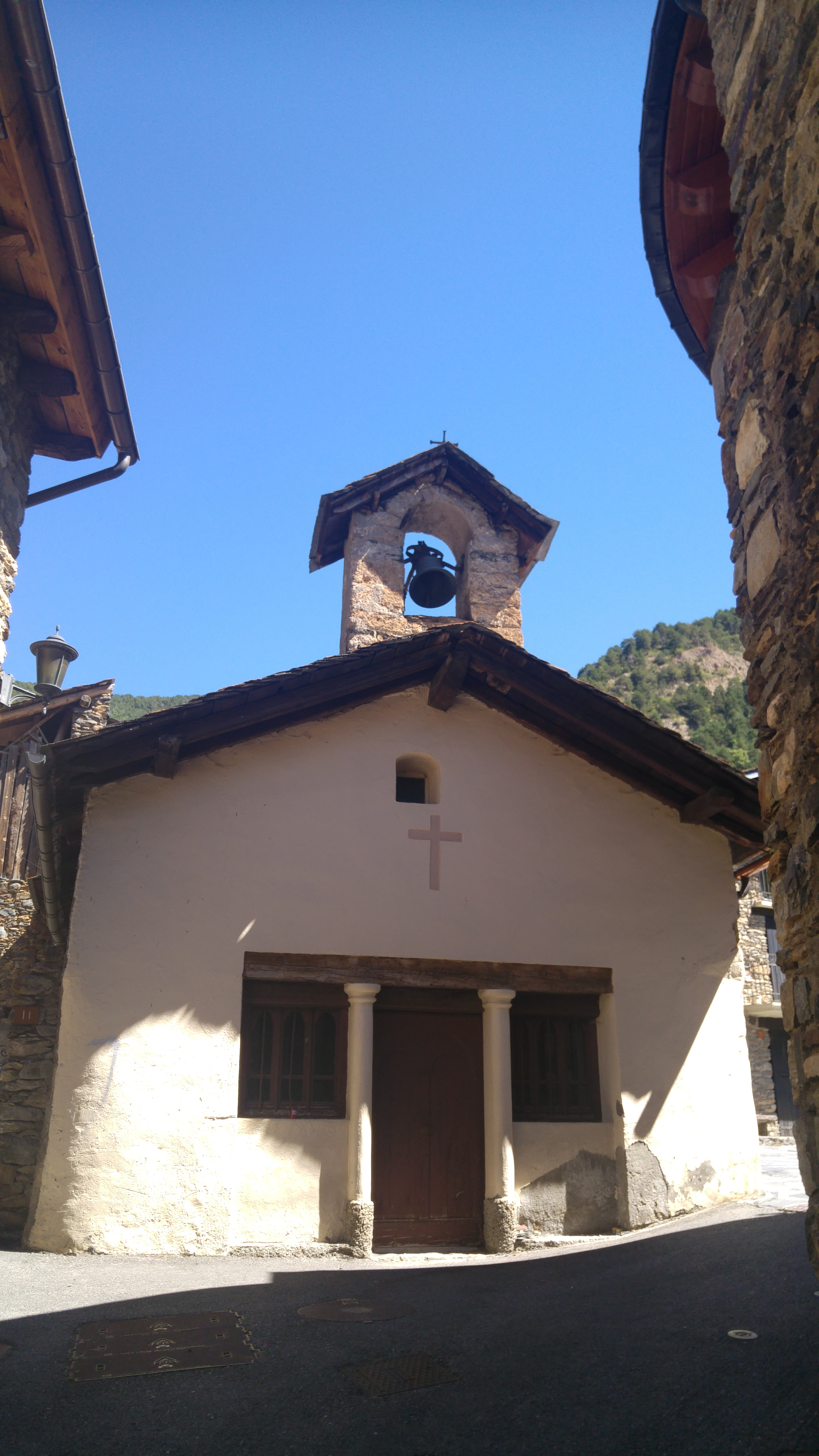
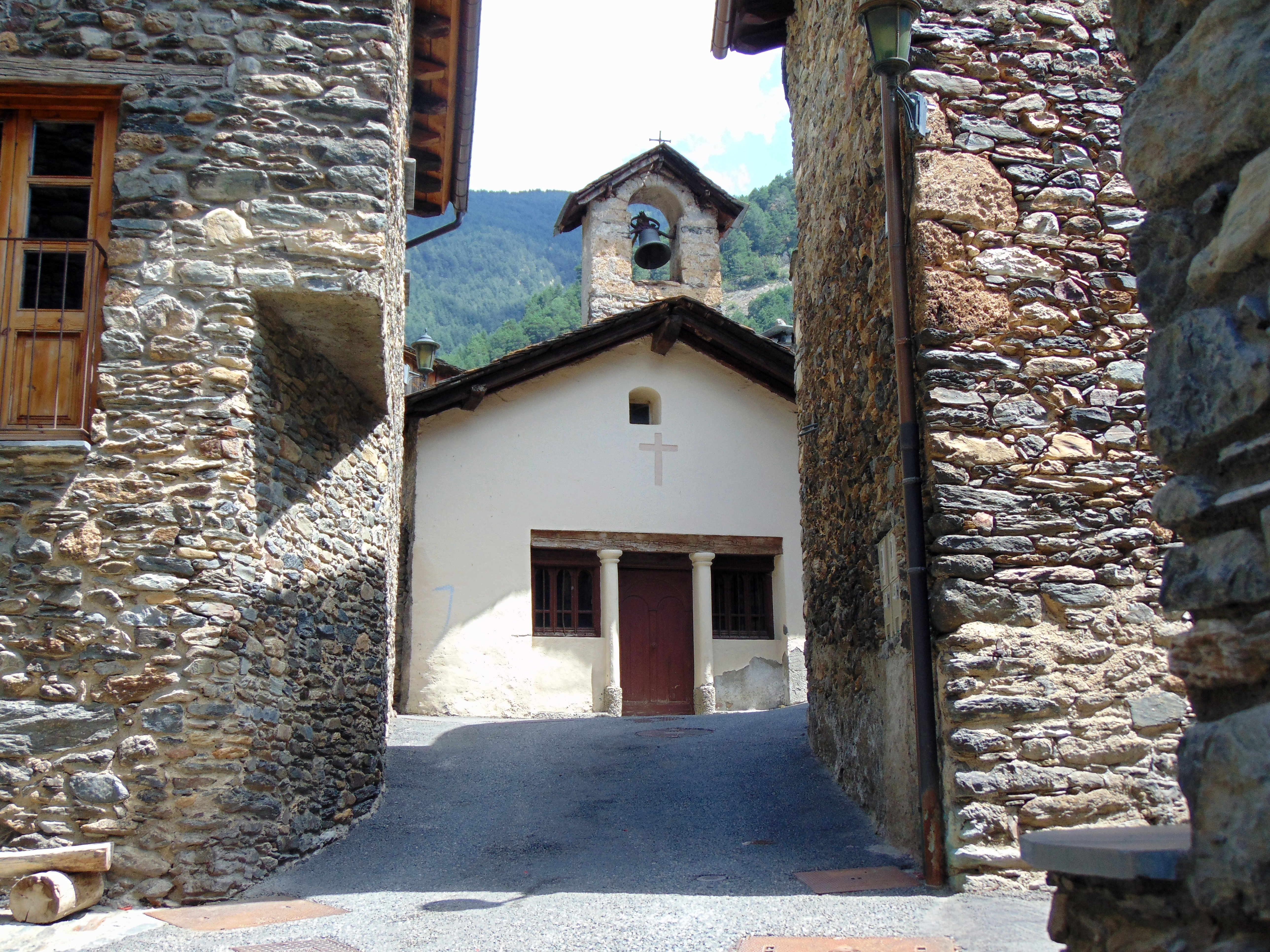